# Atkinson County
Atkinson County is een county in de Amerikaanse staat Georgia.
De county heeft een landoppervlakte van 876 km² en telt 7.609 inwoners (volkstelling 2000). De hoofdstad is Pearson.